# Saran (Kazajistán)
Saran (kazajo: Саран) es una ciudad situada en la provincia de Karagandá, en el centro de Kazajistán. Su población es de unos 43.000 habitantes.
Esta ciudad fue fundada el 20 de diciembre de 1954.